# لوكا باغانو
لوكا باغانو (بالإيطالية: Luca Pagano)‏ هو مهندس إيطالي، ولد في 28 يوليو 1978 في تريفيزو في إيطاليا.